# Maria Mandl
Maria Mandl lub też Mandel (ur. 10 stycznia 1912 w Münzkirchen, zm. 24 stycznia 1948 w Krakowie) – nadzorczyni SS (SS-Aufseherin) kobiecej służby pomocniczej SS (niem. SS-Gefolge) w niemieckich nazistowskich obozach koncentracyjnych, kierowniczka obozu dla kobiet Auschwitz-Birkenau w Brzezince i zbrodniarka wojenna.

## Życiorys
Ojciec Marii Mandl był szewcem, handlował także obuwiem, a matka wywodziła się z rodziny wiejskich kowali. Ukończyła cztery klasy tzw. szkoły wydziałowej (zawodowej), pracowała jako urzędniczka prywatna. Od 1938 należała do żeńskiego personelu pomocniczego (SS-Gefolge) w SS. W 1938 zgłosiła się do pracy w obozach koncentracyjnych, ze względu (jak twierdziła) na to, że funkcjonariusze w tych obozach stosunkowo dobrze zarabiali.

Pracę tę wybrałam dlatego, ponieważ słyszałam, że dozorczynie w obozach koncentracyjnych dużo zarabiają i spodziewałam się, że zarabiać będę więcej, aniżeli mogłabym zarobić jako pielęgniarka. Gdybym bowiem nie dostała była zajęcia w obozie koncentracyjnym, byłabym się uczyła na pielęgniarkę. Przed objęciem służby w obozie w Lichtenburgu nie wiedziałam, czym są obozy koncentracyjne i jakie są ich urządzenia.

Służbę w obozach koncentracyjnych rozpoczęła 15 września 1938 od obozu w Lichtenburgu (Saksonia-Anhalt) – jednego z pierwszych obozów koncentracyjnych w Niemczech. Pracowała tam z około pięćdziesięcioma kobietami. Stąd 15 maja 1939 przeniesiono ją z innymi strażniczkami do nowo otwartego obozu Ravensbrück koło Berlina, gdzie odbywało się szkolenie dozorczyń SS obozów koncentracyjnych. Od 7 października 1942 do listopada 1944 była kierowniczką (SS-Lagerführerin) obozu kobiecego Auschwitz II – Birkenau. Jej zwierzchnikiem w obozie był tylko Rudolf Höss. Mandel kontrolowała żeńskie podobozy KZ Auschwitz w miejscowościach Hindenburg, Lichtenwerden- okolice Mařenic w Czechach, Budy i Rajsko w okolicy Oświęcimia. Jej władza nad więźniarkami i podwładnymi była absolutna.
W czasie służby w Auschwitz-Birkenau własnoręcznie podpisała rozkazy posyłające na śmierć w komorach gazowych około 500 tysięcy kobiet i dzieci: Żydów, Cyganów, Polaków oraz więźniów politycznych wielu narodowości. Niezależnie od tego swoim zachowaniem w obozie zasłużyła sobie na pseudonim „Bestii”. Za jej rządów w Brzezince topiono i palono żywcem w piecach noworodki i kilkumiesięczne dzieci. Znany był w obozie przypadek, gdy Mandel kazała nowo narodzone dziecko wyrzucić na dwór, gdzie zjadły je szczury. Osobiście dokonywała selekcji chorych więźniarek, przeznaczając je na śmierć w komorach gazowych. Prześladowała też okrutnie kobiety ciężarne, posyłając je na śmierć przez zastrzyk fenolu, wykonywany przez zbrodniarzy: lekarza SS Friedricha Entressa oraz sanitariuszy SS (zwłaszcza Josefa Klehra). Oprócz tego wyznaczała kobiety i dzieci do pseudomedycznych eksperymentów prowadzonych przez lekarzy SS. Niezliczone są też przypadki maltretowania i bicia więźniarek przez Marię Mandel. Potrafiła katować chorą umysłowo więźniarkę tak długo, póki jej nie zabiła. Dodać do tego szeregu zbrodni należy przymusowe wyznaczanie więźniarek do obozowego domu publicznego. W Brzezince zaprzyjaźniła się z inną zbrodniarką Irmą Grese, skazaną później na karę śmierci w pierwszym procesie załogi Bergen-Belsen. Mandel jako „melomanka” troszczyła się o założoną przez nią w 1942 orkiestrę kobiecą „Mädchenorchester von Auschwitz”, która towarzyszyła więźniom na apelach, przy egzekucjach, powrotach więźniów z pracy i przybyłym transportom. Członkinie orkiestry były stosunkowo lepiej traktowane niż inne więźniarki. Mieszkały w czystych barakach i miały lepsze wyżywienie. W 1944 Mandel została odznaczona wojennym Krzyżem Zasługi II klasy.
31 października 1944 została przeniesiona na stanowisko SS-Oberaufseherin do obozu Mühldorf, podobozu KZ Dachau. W obozie Auschwitz-Birkenau zastąpiła ją Elisabeth Volkenrath. W maju 1945 Mandel uciekła z Mühldorfu w pobliskie Alpy razem z komendantem obozu, Walterem Langleistem. Wkrótce potem pojawiła się w rodzinnym Münzkirchen. Ojciec jednak odmówił jej przyjęcia w domu rodzinnym, dlatego szukała schronienia u swej siostry w pobliskim Luck.
10 sierpnia 1945 została schwytana i przesłuchana przez władze amerykańskie. Po wydaniu jej w listopadzie 1946 władzom polskim została osądzona przez Najwyższy Trybunał Narodowy w pierwszym procesie oświęcimskim. Uznana za winną, wobec ogromu popełnionych zbrodni, skazana została 22 grudnia 1947 na karę śmierci przez powieszenie. Niedługo przed egzekucją błagała byłą więźniarkę Auschwitz, również przetrzymywaną na Montelupich, o przebaczenie. 24 stycznia 1948 o wschodzie słońca (7:09) Maria Mandel (lat 36, wzrost 164 cm, waga 60 kg) oraz inni skazani: Arthur Liebehenschel, Hans Aumeier, Max Grabner, Karl Ernst Möckel zawiśli na szubienicy w więzieniu Montelupich w Krakowie. Ciało jej zostało przekazane do dyspozycji Akademii Medycznej w Krakowie jako materiał poglądowy.